# 克朗塔夫鎮區 (明尼蘇達州斯威夫特縣)
克朗塔夫鎮區（英語：Clontarf Township）是位於美國明尼蘇達州斯威夫特縣的一個行政鎮區。

## 地方資料
克朗塔夫鎮區的面積為88.18平方千米，當中陸地面積為87.78平方千米，而水域面積為0.40平方千米。根據2020年美國人口普查的數據，當地共有人口85人，而人口密度為每平方千米0.96人。